# 大和村 (兵庫県)
大和村（やまとむら）は、兵庫県加西郡にあった村。現在の多可郡多可町八千代区大和にあたる。

## 地理
- 河川：大和川

## 歴史
- 1875年（明治8年） - 近世以来の柳山寺村・中三原村・上三原村が合併して大和村となる。
- 1889年（明治22年）4月1日 - 町村制の施行により、大和村が単独で自治体を形成。
- 1954年（昭和29年）3月25日 - 多可郡野間谷村と合併して多可郡八千代村が発足。同日大和村廃止。